# Bruno Rodolfi
Bruno Vittorio Rodolfi (* 26. April 1915 in Mendoza; † 27. April 1998) war ein argentinischer Fußballspieler, der vorwiegend im Mittelfeld agierte.

## Laufbahn
Rodolfi begann seine Laufbahn 1931 bei Gimnasia y Esgrima de Mendoza und wechselte 1934 zum CA River Plate.
Mit River Plate, bei denen er bis 1944 unter Vertrag stand, gewann er mehrmals die argentinische Fußballmeisterschaft.
1944 wechselte er zum neu gegründeten mexikanischen Verein Puebla FC, mit dem er gleich in der ersten Saison 1944/45 den mexikanischen Pokalwettbewerb gewann.

## Erfolge
- Argentinischer Meister: 1936, 1936 (Copa de Oro), 1937, 1941, 1942 (gem. einigen Quellen auch 1945 und 1947)
- Mexikanischer Pokalsieger: 1945